# Internacionalisme

Estrella internacionalista

L'internacionalisme és un moviment polític que advoca per una major cooperació política i econòmica entre les nacions per al benefici mutu. Els partidaris d'aquest moviment, com per exemple els seguidors del moviment federalista mundial, afirmen que les nacions han de cooperar entre elles, perquè els seus interessos compartits a llarg termini són més valuosos que els seus interessos particulars a curt termini.
L'internacionalisme s'oposa per naturalesa a l'ultranacionalisme i al xovinisme promogut per la burgesia com a eina per al control ideològic, així com als moviments de globalització estrictament econòmics que neguen el valor de la cultura i les diferències entre les nacions. L'internacionalisme pressuposa el reconeixement de la resta de les nacions com iguals malgrat, i respectant, totes les seues diferències. El terme internacionalisme s'usa sovint de forma errònia com a sinònim de cosmopolitisme, terme que és usat al seu torn pels seguidors de l'internacionalisme per a descriure l'abús d'aquesta cultura (vegeu anacionalisme).

## Història
Des de la constitució de les bases de l'internacionalisme, a mitjans del segle xix, s'han viscut desenes de revolucions amb petjada global. Experiències com la Comuna de París de 1871 o la Revolució Russa de 1917 són alguns dels primers moments històrics on es posa en pràctica aquest internacionalisme, com també el paper de les Brigades Internacionals a la Guerra Civil espanyola que es convertí en el model a seguir pel moviments internacionalistes posteriors, així com per les lluites d'alliberament nacional que sorgiren arreu.
Amb el temps, l'internacionalisme com a sinònim de lluita obrera ha donat pas a moviments de solidaritat global entre pobles, essent l'antiimperialisme o l'autodeterminació conceptes estretament vinculats amb aquell. En aquest context, algunes de les lluites més reconegudes a tot el planeta són la causa palestina, el moviment zapatista o la revolució de Rojava.

## El balanç entre l'esquerra i la dreta
El socialisme va ser el primer moviment polític que va encunyar el terme internacionalisme i, certament, els ideals internacionalistes es basen de forma prominent en els principis del moviment socialista. Durant el segle xx, l'internacionalisme va deixar de ser un assumpte exclusivament integrat en l'àmbit del socialisme, tot i que encara rep la major part del seu suport per part de l'esquerra política. El mercat lliure globalitzat contemporani no es pot definir com a internacionalista, ja que promou únicament la integració econòmica, mentre que ignora els aspectes polítics i socials. D'altra banda, la globalització promou un sistema econòmic molt diferent del que es proposa pels internacionalistes (que advoquen per un terme mitjà entre una economia centralitzada mixta i una economia socialista però, en tot cas, molt allunyada de l'economia de lliure mercat capitalista). Des de l'esquerra política s'apel·la a una «globalització de la solidaritat», mentrestant els moviments moderns antiglobalització, internacionalistes en la seua naturalesa, avancen la noció d'«una altra globalització» (tal com assenyala el seu lema «Un altre món és possible»).

## La sobirania de les nacions enfront del balanç del poder supranacional
L'internacionalisme, en el sentit estricte de la paraula, es basa encara en l'existència de nacions sobiranes. Els seus objectius són:
- Animar el multilateralisme (que el lideratge mundial no estiga acaparat per un sol país)
- Crear interdependències formals i informals entre països, amb alguns poders limitats entregats a organitzacions internacionals controlades pels països per la via de tractats intergovernamentals i institucions

L'ideal de molts internacionalistes, que es consideren a si mateixos com «ciutadans del món», és fer un pas més en la globalització democràtica amb la creació d'un govern mundial. No obstant això, esta idea s'oposa i es veu frustrada per altres tendències internacionalistes, ja que es creu que qualsevol govern d'àmbit mundial seria massa poderós per a confiar-hi, o perquè dissentixen del camí pres per entitats supranacionals com les Nacions Unides o la Unió Europea i temen que un govern mundial puga seguir els passos d'estes institucions. Este tipus d'internacionalistes s'inclinen més a donar suport a una «federació mundial», amb una major distribució del poder en els governs nacionals.

## Altres usos del terme
En un sentit menys estricte, l'internacionalisme és una paraula que descriu l'ímpetu i la motivació per a la creació d'organitzacions internacionals. Els primers exemples d'esta concepció àmplia de l'internacionalisme es troben en el canvi de les unitats de mesura feudals pel sistema mètric decimal, la Societat de Nacions i les Nacions Unides. En el terreny de la lingüística, un internacionalisme és una paraula o expressió que, originària d'un idioma, s'ha estès per la majoria (o la totalitat) de les llengües, per exemple, les expressions OK, microscopi i tokamak, entre d'altres, com també l'impuls esperantista.